# Peak (jeu vidéo)
Pour les articles homonymes, voir Peak.
Peak est un jeu vidéo d'action-aventure développé et édité par Aggro Crab et Landfall, sorti sur Windows en 2025.

## Système de jeu
Peak est un jeu d'action-aventure axé sur l'escalade et jouable en multijoueur coopératif. Les joueurs incarnent des personnages dont l'avion s'est écrasé sur une île déserte dominée par une montagne. L'objectif est d'escalader la montagne afin d'atteindre le sommet pour se faire secourir.

## Développement
Après avoir développé Another Crab's Treasure, le studio Aggro Crab a de la difficulté à financer son prochain jeu. De plus, Paige Wilson, la community manager d'Aggro Crab, dit que l'équipe est épuisé et aurait eu de la difficulté à travailler sur un autre projet de longue haleine. L'équipe décide ainsi de travailler sur de plus petits projets et de s'associer avec le studio Landfall, développeur de Totally Accurate Battle Simulator.
Peak est initialement conçu lors d'une game jam en février 2025. Il a ensuite été davantage développé pour finalement sortir sur Windows à partir de la plateforme Steam le 16 juin 2025. Peu après sa sortie, les développeurs sortent un premier patch pour notamment améliorer le lobby et corriger un plantage qui pouvait se produire avec du matériel d'AMD.

## Accueil

### Critiques
Peak est bien reçu par la presse spécialisée, avec un score de 82 % et 83 % calculé par les agrégateurs de critiques Metacritic et OpenCritic respectivement,.

### Ventes
Le jeu connaît un succès commercial immédiat sur la plateforme Steam. Il s'écoule ainsi à un million d'exemplaires en seulement six jours, puis dépasse les deux millions après neuf jours,.
Trois semaines après sa sortie, Peak franchit les 4,5 millions d'unités vendues et connaît également son record de fréquentation, avec 114 492 joueurs connectés simultanément sur Steam,.